# Hemitilapia oxyrhyncha
Hemitilapia oxyrhyncha е вид лъчеперка от семейство Цихлиди (Cichlidae), единствен представител на род Hemitilapia.

## Разпространение
Видът е ендемичен за езерата Малави и Маломбе в югоизточна Африка.